# Flocken (bok)
Flocken är en bok utgiven 2021 av Johan Anderberg. Den handlar om Sveriges hantering av coronapandemin.

## Mottagande
Ulrika Stahre skrev i Aftonbladet om boken att "Flocken är ingen debattbok, den är en nyanserad rapport från en väldigt märklig tid. Så märklig att man behöver hjälp att finna orden för den."

## Övrigt
Produktionsbolaget FLX köpte rättigheterna för att göra en TV-serie av boken.